# Erasmus Darwin
Erasmus Darwin (Elston, 12 de dezembro de 1731 – Breadsall, 18 de abril de 1802) foi um médico inglês que escreveu, para além de poesia, uma extensa obra de carácter científico sobre temas de medicina e botânica. Viveu em Lichfield e em Derby, Inglaterra. Foi um dos fundadores da Sociedade Lunar (Lunar Society). Era membro da família Darwin — Wedgwood, sendo o avô paterno de Charles Darwin e avô materno de Francis Galton.

## Biografia

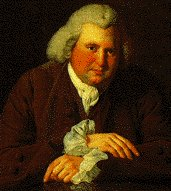
Erasmus Darwin

Foi educado na Grammar School de Chesterfield e depois no St John's College (Cambridge).
Além de exercer a medicina, também possuía um espírito inventivo, tendo desenvolvido uma carruagem estável o suficiente para realizar curvas em altas velocidades e um moinho de vento horizontal para pulverizar pigmentos nas instalações da fábrica da família Wedgwood. Sua obra de destaque, Zoonomia, de 1792, abordava aspectos acerca da evolução - a transmutação das espécies - tendo antecipado os mecanismos de seleção, sendo grandemente admirada mais tarde por seus netos, Charles Darwin e Francis Galton. Ele teve muitos filhos e um deles Robert Darwin, teve com sua esposa Mary Howard, e Robert é pai de Charles Darwin.

## Principais publicações
- Erasmus Darwin, A Botanical Society at Lichfield. A System of Vegetables, according to their classes, orders... translated from the 13th edition of Linnaeus' Systema Vegetabiliium. 2 vols., 1783, Lichfield, J. Jackson, for Leigh and Sotheby, Londres.
- Erasmus Darwin, A Botanical Society at Lichfield. The Families of Plants with their natural characters...Translated from the last edition of Linnaeus' Genera Plantarum. 1787, Lichfield, J. Jackson, for J. Johnson, Londres.
- Erasmus Darwin, The Botanic Garden, Part I, The Economy of Vegetation. 1791 Londres, J. Johnson.
- Part II, The Loves of the Plants. 1789, Londres, J. Johnson.
- Erasmus Darwin, Zoonomia; or, The Laws of Organic Life, 1794, Part I. Londres, J. Johnson,
- Part I–III. 1796, Londres, J. Johnson.
- Darwin, Erasmus (1797). A plan for the conduct of female education, in boarding schools, private families, and public seminaries. By Erasmus Darwin, M.D. F.R.S. author of Zoonomia, and of The botanic garden. ; To which are added, Rudiments of taste, in a series of letters from a mother to her daughters. ; Embellished with an elegant frontispiece. (4to, 128 pages). Derby: J. Johnson. Consultado em 5 de março de 2015 (as duas últimas folhas contêm uma lista de livros, um pedido de desculpas pelo trabalho e um anúncio para "Miss Parkers School".)
- Erasmus Darwin, Phytologia; or, The Philosophy of Agriculture and Gardening. 1800, Londres, J. Johnson.
- Erasmus Darwin, The Temple of Nature; or, The Origin of Society. 1803, Londres, J. Johnson.